# Peter Kwasi Sarpong
Peter Kwasi Sarpong (ur. 26 lutego 1933 w Maase-Offinso) – ghański duchowny rzymskokatolicki, w latach 2002-2008 arcybiskup Kumasi.

## Życiorys
Święcenia kapłańskie przyjął 11 grudnia 1959. 20 listopada 1969 został prekonizowany biskupem Kumasi. Sakrę biskupią otrzymał 8 marca 1970. 17 stycznia 2002 został mianowany arcybiskupem. 26 marca 2008 przeszedł na emeryturę.